# Mafilm

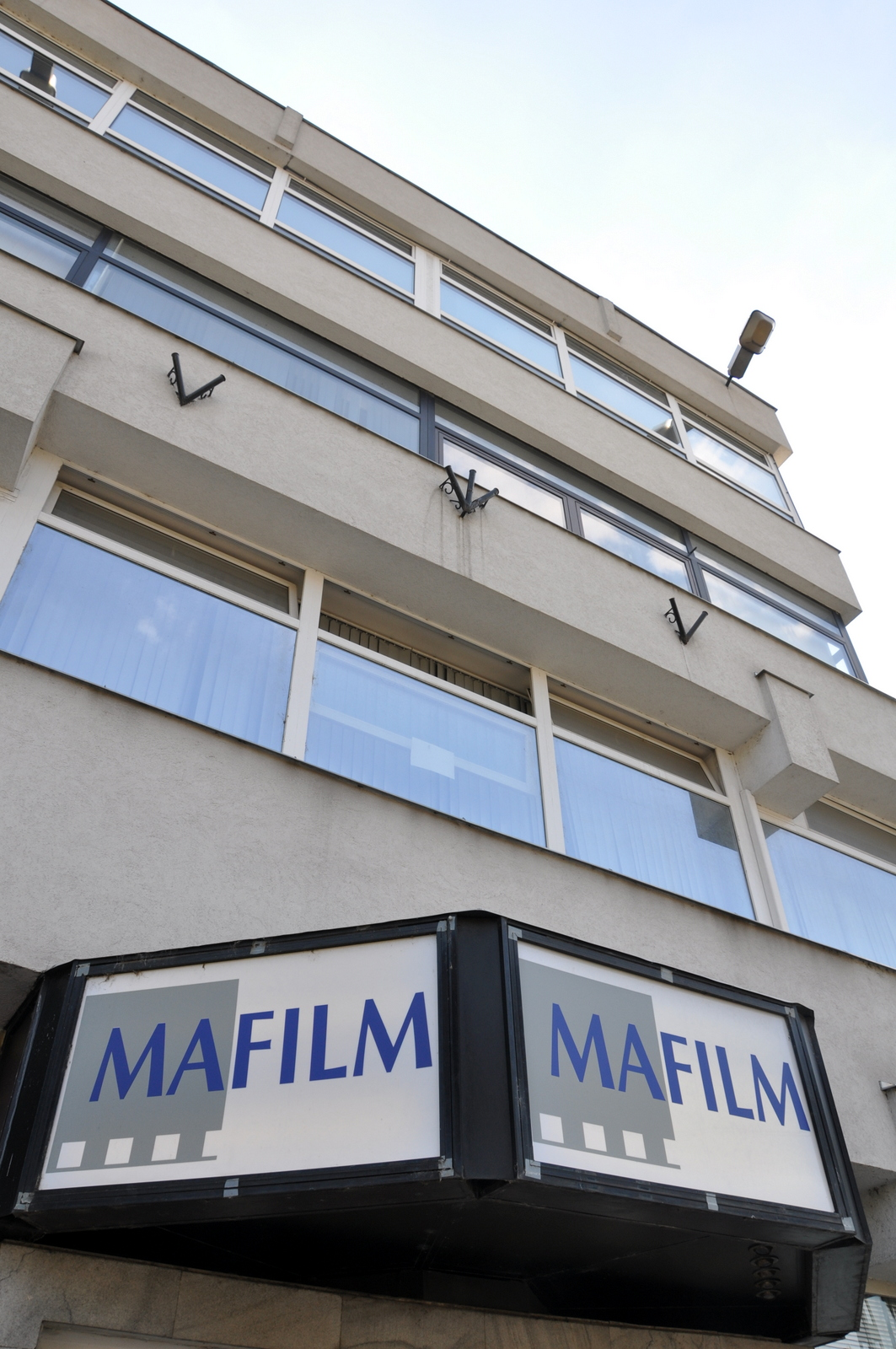
L'entrée du studio au Róna utca 174 à Budapest.

Mafilm, est un studio de cinéma créé en 1948 à Budapest. Il s'agit du plus grand et du plus important studio de cinéma de Hongrie et d'une base stratégique pour l'industrie cinématographique hongroise.

## Historique
Les studios sont fondés le 19 août 1948, le prédécesseur de la société étant Hunnia Filmgyár. La première production après la nationalisation est le film dramatique Un lopin de terre (1948) de Frigyes Bán, qui connaît un succès international.
Début 1964, le studio est créé par la fusion de Hunnia Filmgyár et de Budapest Filmstúdió. En 1966, le financement de la production de longs métrages est modifié. Une part importante des budgets des films est alors transférée à Mokép et Hungarofilm. En 1968, Magyar Filmtröszt devient actif.
Au cours de la décennie suivante, les budgets des films augmentent à tel point que le studio ne peut plus répondre à toutes les demandes. Un studio de cinéma de 23 hectares est alors créé dans la ville de Fót. Les productions cinématographiques hongroises ont connu leur âge d'or dans les années 1960 et 1970.

## Filmographie
La liste suivante présente les films intégralement produits au studio :

### Années 1960
| Titre                                     | Année | Production                              | Réalisateur                | Scénariste                                                | Chef opérateur                      | Compositeur                                                   |
| A PÉNZCSINÁLÓ                             | 1964  | MAFILM 3. Játékfilmstúdió               | Bán Frigyes                | Bencsik Imre                                              | Forgács Ottó                        | Fényes Szabolcs                                               |
| ÁLMODOZÁSOK KORA                          | 1964  | Mafilm 3. Játékfilmstúdió               | Szabó István               | Szabó István                                              | Vámos Tamás                         | Eötvös Péter                                                  |
| AZ ÉLETBE TÁNCOLTATOTT LÁNY               | 1964  | Mafilm 4. Játékfilmstúdió               | Banovich Tamás             | Banovich Tamás                                            | Szécsényi Ferenc                    | Vujicsics Tihamér                                             |
| DÉLTŐL HAJNALIG                           | 1964  | Mafilm 2. Játékfilmstúdió               | Rényi Tamás                | Fábián Zoltán                                             | Herczenik Miklós                    | Láng István                                                   |
| HA EGYSZER HÚSZ ÉV MÚLVA                  | 1964  | Mafilm 3. Játékfilmstúdió               | Keleti Márton              | Bíró Zsuzsa                                               | Pásztor István                      | Ránki György                                                  |
| IGEN                                      | 1964  | Mafilm 3. Játékfilmstúdió               | Révész György              | Boldizsár Iván                                            | Szécsényi Ferenc                    | Mihály András                                                 |
| ÍGY JÖTTEM                                | 1964  | MAFILM 4. Játékfilmstúdió               | Jancsó Miklós              | Hernádi Gyula                                             | Somló Tamás                         | Jeney Zoltán                                                  |
| KÁR A BENZINÉRT                           | 1964  | MAFILM 3. Játékfilmstúdió               | Bán Frigyes                | Bencsik Imre                                              | Hegyi Barnabás                      | Bágya András                                                  |
| KARAMBOL                                  | 1964  | MAFILM 1. Játékfilmstúdió               | Máriássy Félix             | Máriássy Judit                                            | Illés György                        | Vincze Imre, Gonda János                                      |
| MÁR NEM OLYAN IDŐKET ÉLÜNK                | 1964  | MAFILM 4. Játékfilmstúdió               | Marton Endre               | Kállai István                                             | Pásztor István                      | Gyulai Gaál János                                             |
| MÁSFÉL MILLIÓ                             | 1964  | MAFILM 2. Játékfilmstúdió               | Palásthy György            | Palásthy György, Tabi László                              | Hegyi Barnabás                      | Lovas Ferenc                                                  |
| MIÉRT ROSSZAK A MAGYAR FILMESEK?          | 1964  | MAFILM 4. Játékfilmstúdió               | Fejér Tamás                | Csurka István                                             | Hegyi Barnabás                      | Vujicsics Tihamér                                             |
| MIT CSINÁL A FELSÉGED 3-TÓL 5-IG?         | 1964  | MAFILM 1. Játékfilmstúdió               | Makk Károly                | Hubay Miklós                                              | Illés György                        | Petrovics Emil                                                |
| NÉGY LÁNY EGY UDVARBAN                    | 1964  | MAFILM 2. Játékfilmstúdió               | Zolnay Pál                 | Solymár József                                            | Hegyi Barnabás                      | Berki Géza                                                    |
| ÖZVEGY MENYASSZONYOK                      | 1964  | MAFILM 2. Játékfilmstúdió               | Gertler Viktor             | Bencsik Imre, Borhy Anna, Kovács Nándor                   | Forgács Ottó                        | Fényes Szabolcs                                               |
| RAB RÁBY                                  | 1964  | MAFILM                                  | Hintsch György             | Barabás Tibor                                             | Sík Igor                            | Hidas Frigyes                                                 |
| VÍZIVÁROSI NYÁR                           | 1964  | MAFILM                                  | Fábri Zoltán               | Horváth Márton                                            | Hildebrand István                   | Mihály András                                                 |
| BUTASÁGOM TÖRTÉNETE                       | 1965  | MAFILM 3. Játékfilmstúdió               | Keleti Márton              | Gyárfás Miklós                                            | Hegyi Barnabás                      | Fényes Szabolcs                                               |
| FÉNY A REDŐNY MÖGÖTT                      | 1965  | MAFILM 3. Játékfilmstúdió               | Nádasy László              | Szabó Miklós                                              | Hildebrand István                   | Vujicsics Tihamér                                             |
| GYEREKBETEGSÉGEK                          | 1965  | MAFILM 3. Játékfilmstúdió               | Kardos Ferenc, Rózsa János | Kardos Ferenc, Rózsa János                                | Sára Sándor                         | Szöllősy András                                               |
| HÁRY JÁNOS                                | 1965  | MAFILM 4. Játékfilmstúdió               | Szinetár Miklós            | Harsányi Zsolt, Paulini Béla                              | Tóth János                          | Kodály Zoltán                                                 |
| HÚSZ ÓRA                                  | 1965  | MAFILM 1. Játékfilmstúdió               | Fábri Zoltán               | Köllő Miklós                                              | Illés György                        |                                                               |
| ISZONY                                    | 1965  | MAFILM 4. Játékfilmstúdió               | Hintsch György             | Hintsch György                                            | Hegyi Barnabás                      | Szokolay Sándor                                               |
| JÁTÉK A MÚZEUMBAN                         | 1965  | MAFILM 2. Játékfilmstúdió               | Bán Róbert                 | Huszty Tamás                                              | Forgács Ottó                        | Petrovics Emil                                                |
| A KŐSZÍVŰ EMBER FIAI I-II                 | 1965  | MAFILM 4. Játékfilmstúdió               | Várkonyi Zoltán            | Erdődy János                                              | Hildebrand István                   | Farkas Ferenc                                                 |
| NEM                                       | 1965  | MAFILM 3. Játékfilmstúdió               | Révész György              | Kállai István                                             | Szécsényi Ferenc                    | Vujicsics Tihamér                                             |
| AZ ORVOS HALÁLA                           | 1965  | MAFILM 2. Játékfilmstúdió               | Mamcserov Frigyes          | Mamcserov Frigyes, Fekete Gyula                           | Tóth János                          | Petrovics Emil                                                |
| PATYOLAT AKCIÓ                            | 1965  | MAFILM 4. Játékfilmstúdió               | Fejér Tamás                | Örsi Ferenc                                               | Hildebrand István                   | Gyulai Gaál János, Jereb Ervin, stb.                          |
| SZEGÉNYLEGÉNYEK                           | 1965  | MAFILM 4. Játékfilmstúdió               | Jancsó Miklós              | Hernádi Gyula                                             | Somló Tamás                         |                                                               |
| SZENTJÁNOS FEJVÉTELE                      | 1965  | MAFILM 1. Játékfilmstúdió               | Novák Márk                 | Novák Márk, Galambos Jenő                                 | Szécsényi Ferenc                    | Gonda János                                                   |
| SZERELMES BICIKLISTÁK                     | 1965  | MAFILM 1. Játékfilmstúdió               | Bacsó Péter                | Bacsó Péter                                               | Illés György                        | Fényes Szabolcs                                               |
| TILOS A SZERELEM                          | 1965  | MAFILM 2. Játékfilmstúdió               | Rényi Tamás                | Hámos György, Rényi Tamás, Palásthy György                | Forgács Ottó                        | Berki Géza                                                    |
| A TIZEDES MEG A TÖBBIEK                   | 1965  | MAFILM 3. Játékfilmstúdió               | Keleti Márton              | Dobozy Imre, Sász Péter                                   | Pásztor István                      | Sárközi István                                                |
| TÍZEZER NAP                               | 1965  | MAFILM 4. Játékfilmstúdió               | Kósa Ferenc                | Gyöngyössy Imre, Kósa Ferenc, Csoóri Sándor               | Sára Sándor                         | Szöllősy András                                               |
| ZÖLDÁR                                    | 1965  | MAFILM 4. Játékfilmstúdió               | Gaál István                | Gyöngyössy Imre, Gaá István                               | Herczenik Miklós                    | Szöllősy András                                               |
| APA                                       | 1966  | MAFILM 3. Játékfilmstúdió               | Szabó István               | Szabó István                                              | Sára Sándor                         | Gonda János                                                   |
| ARANYSÁRKÁNY                              | 1966  | MAFILM 1. Játékfilmstúdió               | Ranódy László              | Illés Endre                                               | Illés György                        | Szokolay Sándor                                               |
| BÜDÖSVÍZ                                  | 1966  | MAFILM 3. Játékfilmstúdió               | Bán Frigyes                | Markos Miklós                                             | Pásztor István                      | Patachich Iván                                                |
| ÉDES ÉS KESERŰ                            | 1966  | MAFILM 4. Játékfilmstúdió               | Szemes Mihály              | Török Sándor                                              | Szécsényi Ferenc                    | Petrovics Emil                                                |
| EGY MAGYAR NÁBOB                          | 1966  | MAFILM 4. Játékfilmstúdió               | Várkonyi Zoltán            | Erdődy János                                              | Hildebrand István                   | Farkas Ferenc                                                 |
| AZ ELSŐ ESZTENDŐ                          | 1966  | MAFILM 2. Játékfilmstúdió               | Mészáros Gyula             | Simonffy András                                           | Forgács Ottó                        | Láng István                                                   |
| ÉS AKKOR A PASAS...                       | 1966  | MAFILM 3. Játékfilmstúdió               | Gertler Viktor             | Gertler Viktor, Szász Péter                               | Hildebrand István                   | Ránki György                                                  |
| A FÉRFI EGÉSZEN MÁS                       | 1966  | MAFILM 4. Játékfilmstúdió               | Fejér Tamás                | Csurka István                                             | Szécsényi Ferenc                    | Behár György                                                  |
| FÜGEFALEVÉL                               | 1966  | MAFILM 1. Játékfilmstúdió               | Máriássy Félix             | Máriássy Félix                                            | Hegyi Barnabás                      | Vincze Imre                                                   |
| HARLEKIN ÉS SZERELMESE                    | 1966  | MAFILM 4. Játékfilmstúdió               | Fehér Imre                 | Fakan Balázs                                              | Lakatos Iván                        | Petrovics Emil                                                |
| HIDEG NAPOK                               | 1966  | MAFILM 1. Játékfilmstúdió               | Kovács András              | Kovács András                                             | Szécsényi Ferenc                    |                                                               |
| HOGY SZALADNAK A FÁK...                   | 1966  | MAFILM 2. Játékfilmstúdió               | Zolnay Pál                 | Zolnay Pál, Módos Péter                                   | Szécsényi Ferenc                    | Durkó Zsolt                                                   |
| KÁRPÁTHY ZOLTÁN                           | 1966  | MAFILM 4. Játékfilmstúdió               | Várkonyi Zoltán            | Erdődy János                                              | Hildebrand István                   | Farkas Ferenc                                                 |
| KETTEN HALTAK MEG                         | 1966  | MAFILM 2. Játékfilmstúdió               | Palásthy György            | Mándy Iván                                                | Forgács Ottó                        | Lovas Ferenc                                                  |
| MINDEN KEZDET NEHÉZ I-II                  | 1966  | MAFILM 1. Játékfilmstúdió               | Révész György              | Komlós János, Kellér Dezső, Tabi László, Nádasdy László   | Illés György                        | Vujicsics Tihamér                                             |
| NEM SZOKTAM HAZUDNI                       | 1966  | MAFILM 3. Játékfilmstúdió               | Kárpáti György             | Lelekes Éva                                               | Vagyóczky Tibor                     | Lendvay Kamilló                                               |
| OTHELLO GYULAHÁZÁN                        | 1966  | MAFILM                                  | Zsurzs Éva                 | Litványi Károly, Katona Márta                             | Czabarka György                     | Behár György                                                  |
| SIKÁTOR                                   | 1966  | MAFILM 2. Játékfilmstúdió               | Rényi Tamás                | Rényi Tamás, Kertész Ákos                                 | Forgács Ottó                        | Berki Géza                                                    |
| SOK HŰSÉG SEMMIÉRT                        | 1966  | MAFILM 2. Játékfilmstúdió               | Palásthy György            | Palásthy György, Gyárfás Miklós                           | Forgács Ottó                        | Lovas Ferenc                                                  |
| UTÓSZEZON                                 | 1966  | MAFILM 1. Játékfilmstúdió               | Fábri Zoltán               | Szász Péter                                               | Illés György                        | Fényes Szabolcs                                               |
| VÁLTOZÓ FELHŐZET                          | 1966  | MAFILM 3. Játékfilmstúdió               | Keleti Márton              | Kuczka Péter                                              | Hildebrand István                   | Hidas Frigyes                                                 |
| BOHÓC A FALON                             | 1967  | MAFILM 3. Játékfilmstúdió               | Sándor Pál                 | Sándor Pál, Tóth Zsuzsa                                   | Zsombolyai János                    | Tamássy Zdenkó                                                |
| BOLONDOS VAKÁCIÓ                          | 1967  | MAFILM 3. Játékfilmstúdió - koprodukció | Makk Károly                | Kállai István, Katona Ferenc, Dimitru Carabat, Dan Desliu | Sergiu Huzum, Constantin Stefanescu | George Grigoriu                                               |
| CSILLAGOSOK, KATONÁK                      | 1967  | MAFILM 4. Játékfilmstúdió - koprodukció | Jancsó Miklós              | Hernádi Gyula, Georgij Mdivani, Jancsó Miklós             | Somló Tamás                         |                                                               |
| EGY SZERELEM HÁROM ÉJSZAKÁJA              | 1967  | MAFILM 1. Játékfilmstúdió               | Révész György              | Hubay Miklós, Vas István                                  | Somló Tamás                         | Ránki György                                                  |
| EZEK A FIATALOK                           | 1967  | MAFILM 4. Játékfilmstúdió               | Banovich Tamás             | Banovich Tamás, Abody Béla                                | Vagyóczky Tibor                     | Szörényi Levente, Illés Lajos, Sztevanovity Zorán, Shöck Ottó |
| FIÚK A TÉRRŐL                             | 1967  | MAFILM 3. Játékfilmstúdió               | Szász Péter                | Hámori Ottó                                               | Vagyóczky Tibor                     | Illés Lajos, Dobos Attila                                     |
| JAGUÁR                                    | 1967  | MAFILM, MTV                             | Dömölky János              | Borhy Anna                                                | Bíró Miklós                         | Tamássy Zdenkó                                                |
| KÁRTYAVÁR                                 | 1967  | MAFILM 4. Játékfilmstúdió               | Hintsch György             | Hintsch György, Deme Gábor                                | Hildebrand István                   | Durkó Zsolt                                                   |
| KERESZTELŐ                                | 1967  | MAFILM 4. Játékfilmstúdió               | Gaál István                | Gaál István                                               | Herczenik Miklós                    | Szöllősy András                                               |
| KÖTELÉK                                   | 1967  | MAFILM 1. Játékfilmstúdió               | Máriássy Félix             | Máriássy Félix                                            | Tóth János                          | Vincze Imre                                                   |
| LÁSSÁTOK FELEIM                           | 1967  | MAFILM 3. Játékfilmstúdió               | Fazekas Lajos              | Fazekas Lajos                                             | Szécsényi Ferenc                    | Durkó Zsolt                                                   |
| A MÚMIA KÖZBESZÓL                         | 1967  | MAFILM 1. Játékfilmstúdió               | Oláh Gábor                 | Oláh Gábor                                                | Lakatos Iván                        | Gonda János                                                   |
| NEM VÁROK HOLNAPIG                        | 1967  | MAFILM 4. Játékfilmstúdió               | Kormos Gyula               | Komlós János                                              | Pásztor István                      | Láng István                                                   |
| NYÁR A HEGYEN                             | 1967  | MAFILM 1. Játékfilmstúdió               | Bacsó Péter                | Bacsó Péter, Zimre Péter                                  | Zsombolyai János                    | Fényes Szabolcs                                               |
| AZ ÖZVEGY ÉS A SZÁZADOS                   | 1967  | MAFILM 2. Játékfilmstúdió               | Palásthy György            | Kopányi György                                            | Forgács Ottó                        | Lovas Ferenc                                                  |
| SZEVASZ VERA                              | 1967  | MAFILM 3. Játékfilmstúdió               | Herskó János               | Herskó János, Bíró Zsuzsa                                 | Zsombolyai János                    | Petrovics Emil                                                |
| TANULMÁNY A NŐKRŐL                        | 1967  | MAFILM 3. Játékfilmstúdió               | Keleti Márton              | Gyárfás Miklós                                            | Hildebrand István                   | Fényes Szabolcs                                               |
| ÜNNEPNAPOK                                | 1967  | MAFILM 3. Játékfilmstúdió               | Kardos Ferenc              | Kardos Ferenc                                             | Sára Sándor                         | Szöllősy András                                               |
| A VÖLGY                                   | 1967  | MAFILM 2. Játékfilmstúdió               | Rényi Tamás                | Hernádi Gyula                                             | Forgács Ottó                        | Mihály András                                                 |
| ALFA RÓMEÓ ÉS JÚLIA                       | 1968  | MAFILM 4. Játékfilmstúdió               | Mamcserov Frigyes          | Hámos György                                              | Lakatos Iván                        | Gyulai Gaál János                                             |
| A BESZÉLŐ KÖNTÖS                          | 1968  | MAFILM 4. Játékfilmstúdió               | Fejér Tamás                | Fejér Tamás                                               | Herczenik Miklós                    | Ránki György                                                  |
| CSEND ÉS KIÁLTÁS                          | 1968  | MAFILM 4. Játékfilmstúdió               | Jancsó Miklós              | Hernádi Gyula                                             | Kende János                         |                                                               |
| EGRI CSILLAGOK I-II                       | 1968  | MAFILM 4. Játékfilmstúdió               | Várkonyi Zoltán            | Nemeskürty István                                         | Szécsényi Ferenc                    | Farkas Ferenc                                                 |
| ELSIETETT HÁZASSÁG                        | 1968  | MAFILM 3. Játékfilmstúdió               | Keleti Márton              | Gyárfás Miklós                                            | Somló Tamás                         | Fényes Szabolcs                                               |
| ELTÁVOZOTT NAP                            | 1968  | MAFILM 4. Játékfilmstúdió               | Mészáros Márta             | Mészáros Márta                                            | Somló Tamás                         | Szörényi Levente                                              |
| FALAK                                     | 1968  | MAFILM 1. Játékfilmstúdió               | Kovács András              | Kovács András                                             | Illés György                        | Mikisz Theodorakisz                                           |
| FEJLÖVÉS                                  | 1968  | MAFILM 1. Játékfilmstúdió               | Bacsó Péter                | Bacsó Péter, Zimre Péter                                  | Zsombolyai János                    | Körmendi Vilmos                                               |
| FELDOBOTT KŐ                              | 1968  | MAFILM 3. Játékfilmstúdió               | Sára Sándor                | Sára Sándor, Csoóri Sándor, Kósa Ferenc                   | Sára Sándor                         | Szöllősy András                                               |
| FÉNYES SZELEK                             | 1968  | MAFILM 1. Játékfilmstúdió               | Jancsó Miklós              | Hernádi Gyula                                             | Somló Tamás                         | Vass Lajos                                                    |
| A HAMIS IZABELLA                          | 1968  | MAFILM 3. Játékfilmstúdió               | Bácskai Lauró István       | Bencsik Imre                                              | Herczenik Miklós                    | Gyulai Gaál János                                             |
| HAZAI PÁLYA                               | 1968  | MAFILM 2. Játékfilmstúdió               | Palásthy György            | Bencsik Imre                                              | Forgács Ottó                        | Lovas Ferenc                                                  |
| HOLDUDVAR                                 | 1968  | MAFILM 1. Játékfilmstúdió               | Mészáros Márta             | Mészáros Márta                                            | Kende János                         | Szörényi Levente                                              |
| A HOLTAK VISSZAJÁRNAK                     | 1968  | MAFILM, MOKÉP, MTV                      | Wiedermann Károly          | Pintér József                                             | Neumann László                      | Stark Tibor                                                   |
| ISTEN ÉS EMBER ELŐTT                      | 1968  | MAFILM 3. Játékfilmstúdió               | Makk Károly                | Galambos Lajos                                            | Tóth János                          | Vujicsics Tihamér                                             |
| MI LESZ VELED ESZTERKE?                   | 1968  | MAFILM 4. Játékfilmstúdió               | Bán Róbert                 | Müller Péter                                              | Herczenik Miklós                    | Petrovics Emil                                                |
| A PÁL UTCAI FIÚK                          | 1968  | MAFILM - koprodukció                    | Fábri Zoltán               | Fábián Zoltán                                             | Illés György                        | Petrovics Emil                                                |
| PRÓFÉTA VOLTÁL SZÍVEM                     | 1968  | MAFILM 2. Játékfilmstúdió               | Zolnay Pál                 | Somogyi Tóth Sándor, Zolnay Pál, Szécsényi Ferenc         | Szécsényi Ferenc                    | Durkó Zsolt                                                   |
| TILTOTT TERÜLET                           | 1968  | MAFILM 4. Játékfilmstúdió               | Gábor Pál                  | Gábor Pál, Vészi Endre                                    | Zsombolyai János                    |                                                               |
| AZ UTOLSÓ KÖR                             | 1968  | MAFILM 3. Játékfilmstúdió               | Gertler Viktor             | Hubay Miklós, Vészi Endre                                 | Szécsényi Ferenc                    | Petrovics Emil, Zege együttes                                 |
| A VERÉB IS MADÁR                          | 1968  | MAFILM 4. Játékfilmstúdió               | Hintsch György             | Kállai István                                             | Hildebrand István                   | Dobos Attila                                                  |
| AZ ALVILÁG PROFEESSZORA                   | 1969  | MAFILM 2. Játékfilmstúdió               | Szemes Mihály              | Radványi Dezső                                            | Forgács Ottó                        | Eötvös Péter                                                  |
| BŰBÁJOSOK                                 | 1969  | MAFILM 3. Játékfilmstúdió               | Rózsa János                | Kardos István                                             | Lőrincz József                      | Szörényi Levente                                              |
| EGY ŐRÜLT ÉJSZAKA                         | 1969  | MAFILM 3. Játékfilmstúdió               | Kardos Ferenc              | Kardos Ferenc                                             | Kende János                         | Eötvös Péter                                                  |
| AZ IDŐ ABLAKAI                            | 1969  | MAFILM 4. Játékfilmstúdió               | Fejér Tamás                | Fejér Tamás, Kuczka Péter                                 | Herczenik Miklós                    | Gyulai Gaál János                                             |
| IMPOSZTOROK                               | 1969  | MAFILM 1. Játékfilmstúdió               | Máriássy Félix             | Máriássy Judit                                            | Illés György                        | Vincze Imre                                                   |
| ISMERI A SZANDI MANDIT?                   | 1969  | MAFILM 3. Játékfilmstúdió               | Gyarmathy Lívia            | Böszörményi Géza                                          | Somló Tamás                         | Tamássy Zdenkó                                                |
| ISTEN HOZTA, ŐRNAGY ÚR!                   | 1969  | MAFILM 1. Játékfilmstúdió               | Fábri Zoltán               | Fábri Zoltán                                              | Illés György                        | Mihály András                                                 |
| KREBSZ, AZ ISTEN                          | 1969  | MAFILM 2. Játékfilmstúdió               | Rényi Tamás                | Müller Péter                                              | Herczenik Miklós                    | Berki Géza                                                    |
| A NAGY KÉK JELZÉS - AVAGY A HŰSÉG JUTALMA | 1969  | MAFILM 1. Játékfilmstúdió               | Nádasy László              | Hegedűs Zoltán                                            | Ragályi Elemér                      | Vujicsics Tihamér                                             |
| AZ OROSZLÁN UGRANI KÉSZÜL                 | 1969  | MAFILM 1. Játékfilmstúdió               | Révész György              | Révész György                                             | Illés György, Hildebrand István     | Szörényi Levente                                              |
| AZ ÖRÖKÖS                                 | 1969  | MAFILM 2. Játékfilmstúdió               | Palásthy György            | Köllő Miklós                                              | Forgács Ottó                        | Lovas Ferenc                                                  |
| POKOLRÉV                                  | 1969  | MAFILM 3. Játékfilmstúdió               | Markos Miklós              | Galambos Lajos, Markos Miklós                             | Lakatos Iván                        | Mihály András                                                 |
| SIROKKÓ                                   | 1969  | MAFILM - koprodukció                    | Jancsó Miklós              | Hernádi Gyula                                             | Kende János                         | Vujicsics Tihamér                                             |
| SZEMÜVEGESEK                              | 1969  | MAFILM 3. Játékfilmstúdió               | Simó Sándor                | Simó Sándor                                               | Kenyeres Gábor                      | Tamássy Zdenkó                                                |
| SZERESSÉTEK ODOR EMÍLIÁT!                 | 1969  | MAFILM 3. Játékfilmstúdió               | Sándor Pál                 | Tóth Zsuzsa, Sándor Pál                                   | Zsombolyai János                    | Tamássy Zdenkó                                                |
| SZIGET A SZÁRAZFÖLDÖN                     | 1969  | MAFILM 4. Játékfilmstúdió               | Elek Judit                 | Mándy Iván                                                | Ragályi Elemér                      | Körmendi Vilmos                                               |
| A TANÚ                                    | 1969  | MAFILM 1. Játékfilmstúdió               | Bacsó Péter                | Bacsó Péter                                               | Zsombolyai János                    | Vukán György                                                  |
| TÖRTÉNELMI MAGÁNYÜGYEK                    | 1969  | MAFILM 3. Játékfilmstúdió               | Keleti Márton              | Gyárfás Miklós                                            | Hildebrand István                   |                                                               |
| A VARÁZSLÓ                                | 1969  | MAFILM 2. Játékfilmstúdió               | Palásthy György            | Török Sándor, Tóth Eszter                                 | Forgács Ottó                        | Lovas Ferenc                                                  |
| VIRÁGVASÁRNAP                             | 1969  | MAFILM 1. Játékfilmstúdió               | Gyöngyössy Imre            | Gyöngyössy Imre                                           | Szécsényi Ferenc                    | Sárosi Bálint                                                 |

### Années 1970
| Titre                                                | Année | Production                                            | Réalisateur                  | Scénariste                                       | Chef opérateur                 | Compositeur                                                                                                 |
| A GYILKOS A HÁZBAN VAN                               | 1970  | MAFILM 4. Játékfilmstúdió                             | Bán Róbert                   | Csizmarek Mátyás                                 | Zsombolyai János               | Gonda János                                                                                                 |
| A HALHATATLAN LÉGIÓS - AKIT CSAK PÉHOVARDNAK HÍVTAK  | 1970  | MAFILM 4. Játékfilmstúdió                             | Somló Tamás                  | Somló Tamás                                      | Banok Tibor                    | |
| ARC                                                  | 1970  | MAFILM 2. Játékfilmstúdió                             | Zolnay Pál                   | Zolnay Pál, Köllő Miklós                         | Ragályi Elemér                 | Petrovics Emil                                                                                              |
| CSAK EGY TELEFON                                     | 1970  | MAFILM 2. Játékfilmstúdió                             | Mamcserov Frigyes            | Fehér Klára                                      | Forgács Ottó                   | Vujicsics Tihamér                                                                                           |
| ÉGI BÁRÁNY                                           | 1970  | MAFILM 1. Játékfilmstúdió                             | Jancsó Miklós                | Hernádi Gyula                                    | Kende János                    | |
| ÉN VAGYOK, JEROMOS                                   | 1970  | MAFILM 2. Játékfilmstúdió                             | Tímár István                 | Jeli Ferenc, Szeberényi Lehel                    | Illés György                   | Lendvay Kamilló                                                                                             |
| ÉRIK A FÉNY                                          | 1970  | MAFILM 2. Játékfilmstúdió                             | Szemes Mihály                | Kamondy László                                   | Somló Tamás                    | Durkó Zsolt                                                                                                 |
| GYULA VITÉZ TÉLEN-NYÁRON                             | 1970  | MAFILM 3. Játékfilmstúdió                             | Bácskai Lauró István         | Polgár András                                    | Herczenik Miklós               | Vukán György                                                                                                |
| HORIZONT                                             | 1970  | MAFILM 4. Játékfilmstúdió                             | Gábor Pál                    | Gábor Pál, Marosi Gyula                          | Zsombolyai János               | Gonda János                                                                                                 |
| ÍTÉLET                                               | 1970  | MAFILM 3. Játékfilmstúdió                             | Kósa Ferenc                  | Kósa Ferenc, Csoóri Sándor                       | Sára Sándor                    | Cornel Țăranu                                                                                               |
| KITÖRÉS                                              | 1970  | MAFILM 1. Játékfilmstúdió                             | Bacsó Péter                  | Konrád György, Bacsó Péter                       | Zsombolyai János               | Vukán György                                                                                                |
| MAGASISKOLA                                          | 1970  | MAFILM 4. Játékfilmstúdió                             | Gaál István                  | Gaál István                                      | Ragályi Elemér                 | Szöllősy András                                                                                             |
| MÉRSÉKELT ÉGÖV                                       | 1970  | MAFILM 4. Játékfilmstúdió                             | Kézdi-Kovács Zsolt           | Kézdi-Kovács Zsolt                               | Kende János                    | Gonda János                                                                                                 |
| N.N. A HALÁL ANGYALA                                 | 1970  | MAFILM 3. Játékfilmstúdió                             | Herskó János                 | Herskó János, Bíró Zsuzsa                        | Zsombolyai János               | Vukán György                                                                                                |
| STAFÉTA                                              | 1970  | MAFILM 1. Játékfilmstúdió                             | Kovács András                | Kovács András                                    | Ragályi Elemér                 | |
| SZEMTŐL SZEMBE                                       | 1970  | MAFILM 4. Játékfilmstúdió                             | Várkonyi Zoltán              | Dobozy Imre                                      | Illés György                   | |
| SZÉP LEÁNYOK, NE SÍRJATOK!                           | 1970  | MAFILM 1. Játékfilmstúdió                             | Mészáros Márta               | Zimre Péter                                      | Kende János                    | Baksa Soós János, Orszáczky Miklós, Sztevanovity Zorán, Frenreisz Károly, Szörényi Levente, Tolcsvay László |
| SZÉP MAGYAR KOMÉDIA                                  | 1970  | MAFILM 4. Játékfilmstúdió                             | Banovich Tamás               | Banovich Tamás, Garai Gábor                      | Kende János                    | Vujicsics Tihamér                                                                                           |
| SZERELEM                                             | 1970  | MAFILM 1. Játékfilmstúdió                             | Makk Károly                  | Déry Tibor                                       | Tóth János                     | Mihály András                                                                                               |
| SZERELMESFILM                                        | 1970  | MAFILM 3. Játékfilmstúdió                             | Szabó István                 | Szabó István                                     | Lőrincz József                 | Gonda János                                                                                                 |
| SZERELMI ÁLMOK I-II.                                 | 1970  | MAFILM 3. Játékfilmstúdió                             | Keleti Márton                | Keszi Imre, Leonnyid Del                         | Hildebrand István              | |
| UTAZÁS A KOPONYÁM KÖRÜL                              | 1970  | MAFILM 1. Játékfilmstúdió                             | Révész György                | Révész György                                    | Illés György                   | Ránki György                                                                                                |
| A LEGSZEBB FÉRFIKOR                                  | 1971  | MAFILM 2. Játékfilmstúdió                             | Simó Sándor                  | Simó Sándor                                      | Zsombolyai János               | Tamássy Zdenkó                                                                                              |
| A SÍPOLÓ MACSKAKŐ                                    | 1971  | MAFILM 2. Játékfilmstúdió                             | Gazdag Gyula                 | Gazdag Gyula, Györffy Miklós                     | Andor Tamás                    | Illés Lajos, Keres Tibor, Szabolcsi Tibor                                                                   |
| CSÁRDÁSKIRÁLYNŐ                                      | 1971  | MAFILM 4. Játékfilmstúdió                             | Szinetár Miklós              | Mischa Mleinek, Szinetár Miklós                  | Bíró Miklós                    | Kálmán Imre                                                                                                 |
| FEKETE VÁROS I-II                                    | 1971  | MAFILM 1. Játékfilmstúdió                             | Zsurzs Éva                   | Thurzó Gábor                                     | Czabarka György                | Szöllősy András                                                                                             |
| HAHÓ, A TENGER!                                      | 1971  | MAFILM 2. Játékfilmstúdió                             | Palásthy György              | Török Sándor                                     | Forgács Ottó                   | Lovas Ferenc                                                                                                |
| HAHÓ, ÖCSI!                                          | 1971  | MAFILM 2. Játékfilmstúdió                             | Palásthy György              | Török Sándor                                     | Forgács Ottó                   | Lovas Ferenc                                                                                                |
| HANGYABOLY                                           | 1971  | MAFILM 1. Játékfilmstúdió                             | Fábri Zoltán                 | Fábián Zoltán, Illés Endre                       | Illés György                   | |
| HOLT VIDÉK                                           | 1971  | MAFILM 4. Játékfilmstúdió                             | Gaál István                  | Gaál István                                      | Zsombolyai János               | Szöllősy András                                                                                             |
| JELENIDŐ                                             | 1971  | MAFILM 1. Játékfilmstúdió                             | Bacsó Péter                  | Bacsó Péter, Zimre Péter                         | Zsombolyai János               | Vukán György                                                                                                |
| JÓ ESTÉT NYÁR, JÓ ESTÉT SZERELEM I-II.               | 1971  | MAFILM 1. Játékfilmstúdió                             | Szőnyi G. Sándor             | Fejes Endre                                      | Bornyi Gyula                   | Ránki György                                                                                                |
| KAPASZKODJ A FELLEGEKBE                              | 1971  | MAFILM                                                | Szász Péter                  | Szász Péter                                      | Szécsényi Ferenc, Barcs Sándor | Fényes Szabolcs                                                                                             |
| MADÁRKÁK                                             | 1971  | MAFILM 2. Játékfilmstúdió                             | Böszörményi Géza             | Gyarmathy Lívia, Böszörményi Géza                | Ragályi Elemér                 | Presser Gábor                                                                                               |
| MÉG KÉR A NÉP                                        | 1971  | MAFILM 1. Játékfilmstúdió                             | Jancsó Miklós                | Hernádi Gyula                                    | Kende János                    | Cseh Tamás, Sebő Ferenc                                                                                     |
| MEZTELEN VAGY                                        | 1971  | MAFILM 1. Játékfilmstúdió                             | Gyöngyössy Imre              | Gyöngyössy Imre, Kabay Barna                     | Kende János                    | Petrovics Emil                                                                                              |
| REMÉNYKEDŐK                                          | 1971  | MAFILM 4. Játékfilmstúdió                             | Rényi Tamás                  | Müller Péter                                     | Zsombolyai János               | Berki Géza                                                                                                  |
| SÁRIKA, DRÁGÁM                                       | 1971  | MAFILM 2. Játékfilmstúdió                             | Sándor Pál                   | Tóth Zsuzsa                                      | Ragályi Elemér                 | Tamássy Zdenkó                                                                                              |
| SZINDBÁD                                             | 1971  | MAFILM 1. Játékfilmstúdió                             | Huszárik Zoltán              | Huszárik Zoltán                                  | Sára Sándor                    | Jeney Zoltán                                                                                                |
| VÉGRE HÉTFŐ                                          | 1971  | MAFILM 2. Játékfilmstúdió                             | Kenyeres Gábor               | Kardos István                                    | Andor Tamás                    | Tamássy Zdenkó                                                                                              |
| BOB HERCEG                                           | 1972  | MAFILM, MTV                                           | Keleti Márton                | Békeffy István                                   | Sík Igor                       | Huszka Jenő, Hidas Frigyes                                                                                  |
| ÁRVÁCSKA                                             | 1976  | Budapest Stúdió                                       | Ranódy László                | Ranódy László, Elek Judit                        | Sára Sándor                    | Maros Rudolf                                                                                                |
| BUDAPESTI MESÉK                                      | 1976  | Hunnia Stúdió                                         | Szabó István                 | Szabó István                                     | Sára Sándor                    | Tamássy Zdenkó                                                                                              |
| FEKETE GYÉMÁNTOK                                     | 1976  | Budapest Stúdió                                       | Várkonyi Zoltán              | Várkonyi Zoltán, Erdődy János                    | Illés György                   | Petrovics Emil                                                                                              |
| HERKILESFÜRDŐI EMLÉK                                 | 1976  | Hunnia Stúdió                                         | Sándor Pál                   | Tóth Zsuzsa                                      | Ragályi Elemér                 | Tamássy Zdenkó                                                                                              |
| A KARD                                               | 1976  | Budapest Stúdió                                       | Dömölky János                | Dömölky János, Csurka István                     | Zsombolyai János               | Tamássy Zdenkó                                                                                              |
| KILENC HÓNAP                                         | 1976  | Hunnia Stúdió                                         | Mészáros Márta               | Hernádi Gyula, Kóródy Ildikó, Mészáros Márta     | Kende János                    | Kovács György                                                                                               |
| A KIRÁLYLÁNY ZSÁMOLYA                                | 1976  | Budapest Stúdió                                       | Fejér Tamás                  | Fejér Tamás                                      | Hildebrand István              | Berki Géza                                                                                                  |
| KÍSÉRTET LUBLÓN                                      | 1976  | Budapest Stúdió                                       | Bán Róbert                   | Bán Róbert, Molnár Gál Péter                     | Somló Tamás                    | Petrovics Emil                                                                                              |
| LABIRINTUS                                           | 1976  | Budapest Stúdió                                       | Kovács András                | Kovács András                                    | Kende János                    | Demjén Ferenc, Fenyő Miklós, Sípos Péter                                                                    |
| AZ ÖTÖDIK PECSÉT                                     | 1976  | Budapest Stúdió                                       | Fábri Zoltán                 | Fábri Zoltán                                     | Illés György                   | Vukán György                                                                                                |
| PÓKFOCI                                              | 1976  | Objektív Stúdió                                       | Rózsa János                  | Kardos István                                    | Ragályi Elemér                 | Bródy János                                                                                                 |
| SZÉPEK ÉS BOLONDOK                                   | 1976  | Hunnia Stúdió                                         | Szász Péter                  | Szász Péter                                      | Koltai Lajos                   | Vukán György. Presser Gábor, LGT                                                                            |
| TALPUK ALATT FÜTYÜL A SZÉL                           | 1976  | Hunnia Stúdió                                         | Szomjas György               | Szomjas György, Zimre Péter                      | Ragályi Elemér                 | Sebő Ferenc                                                                                                 |
| TEKETÓRIA                                            | 1976  | Hunnia Stúdió                                         | Maár Gyula                   | Maár Gyula                                       | Koltai Lajos                   | Selmeczi György, Cseh Tamás                                                                                 |
| TÓTÁGAS                                              | 1976  | Hunnia Stúdió                                         | Palásthy György              | Horgas Béla                                      | Forgács Ottó                   | Lendvay Kamilló                                                                                             |
| TÜKÖRKÉPEK                                           | 1976  | Hunnia Stúdió                                         | Szörény Rezső                | Szörény Rezső                                    | Jankura Péter                  | Tamássy Zdenkó                                                                                              |
| ZONGORA A LEVEEGŐBEN                                 | 1976  | Budapest Stúdió                                       | Bacsó Péter                  | Bacsó Péter                                      | Zsombolyai János               | Vukán György                                                                                                |
| AMERIKAI CIGARETTA                                   | 1977  | Budapest Stúdió                                       | Dömölky János                | Csurka István                                    | Koltai Lajos                   | Presser Gábor                                                                                               |
| APÁM NÉHÁNY BOLDOG ÉVE                               | 1977  | Hunnia Stúdió                                         | Simó Sándor                  | Simó Sándor                                      | Andor Tamás                    | Tamássy Zdenkó                                                                                              |
| A CSILLAGSZEMŰ                                       | 1977  | Hunnia Stúdió                                         | Markos Miklós                | Markos Miklós                                    | Bornyi Gyula                   | Szokolay Sándor                                                                                             |
| DÜBÖRGŐ CSEND                                        | 1977  | Budapest Stúdió                                       | Szíjj Miklós                 | Szíjj Miklós                                     | Lőrincz József                 | Durkó Zsolt                                                                                                 |
| EGY ERKÖLCSÖS ÉJSZAKA                                | 1977  | Dialóg Stúdió                                         | Makk Károly                  | Örkény István, Bacsó Péter                       | Tóth János                     | |
| ÉKEZET                                               | 1977  | Objektív Stúdió                                       | Kardos Ferenc                | Kardos István                                    | Kende János                    | Szörényi Levente                                                                                            |
| FEDŐNEVE: LUKÁCS                                     | 1977  | Hunnia Stúdió - koprodukció                           | Manosz Zahariasz, Köő Sándor | Julij Dunszkij, Valerij Frid                     | Kende János                    | Vukán György                                                                                                |
| FILMREGÉNY - HÁROM NŐVÉR                             | 1977  | Budapest Stúdió                                       | Dárday István                | Dárday István, Szalai György                     | Koltai Lajos, Pap Ferenc       | Holló József                                                                                                |
| K.O.                                                 | 1977  | Budapest Stúdió                                       | Rényi Tamás                  | Müller Péter                                     | Zsombolyai János               | Berki Géza, Presser Gábor                                                                                   |
| KÉT ELHATÁROZÁS                                      | 1977  | MAFILM Híradó- és Dokumentumfilm Stúdio - koprodukció | Gyöngyössy Imre, Kabay Barna | Gyöngyössy Imre, Kabay Barna                     | Szabó Gábor                    | |
| A KÉTFENEKŰ DOB                                      | 1977  | Objektív Stúdió                                       | Gazdag Gyula                 | Gazdag Gyula, Györffy Miklós                     | Ragályi Elemér                 | Charles Adams                                                                                               |
| KI LÁTOTT ENGEM?                                     | 1977  | Budapest Stúdió                                       | Révész György                | Hubay Miklós                                     | Szécsényi Ferenc               | Mihály András                                                                                               |
| KIHAJOLNI VESZÉLYES                                  | 1977  | Dialóg Stúdió                                         | Zsombolyai János             | Simonffy András                                  | Ragályi Elemér                 | Presser Gábor                                                                                               |
| KÍSÉRTÉS                                             | 1977  | Hunnia Stúdió                                         | Esztergályos Károly          | Esztergályos Károly, Szántó Erika                | Bíró Miklós                    | Petrovics Emil, Eisemann Mihály                                                                             |
| A KÖZÖS BŰN                                          | 1977  | Hunnia Stúdió                                         | Mihályfi Imre                | Galgóczi Erzsébet                                | Szécsényi Ferenc               | Vukán György                                                                                                |
| LEGATO                                               | 1977  | Budapest Stúdió                                       | Gaál István                  | Szász Imre, Gaál István                          | Illés György                   | Szöllősy András                                                                                             |
| MAGYAROK                                             | 1977  | Dialóg Stúdió                                         | Fábri Zoltán                 | Fábry Zoltán                                     | Illés György                   | Vukán György                                                                                                |
| A NÉMA DOSSZIÉ                                       | 1977  | Budapest Stúdió                                       | Mészáros Gyula               | Falus György, Mészáros Gyula                     | Hildebrand István              | Körmendi Vilmos                                                                                             |
| ŐK KETTEN                                            | 1977  | Dialóg Stúdió                                         | Mészáros Márta               | Kóródy Ildikó, Balázs József                     | Kende János                    | Kovács György                                                                                               |
| RIASZTÓLÖVÉS                                         | 1977  | Dialóg Stúdió                                         | Bacsó Péter                  | Bacsó Péter                                      | Zsombolyai János               | Vukán György                                                                                                |
| SÁMÁN                                                | 1977  | Hunnia Stúdió                                         | Zolnay Pál                   | Gyurkó László, Zolnay Pál, Székely Orsolya       | Ragályi Elemér                 | Sebő Ferenc, Halmos Béla, Koltay Gergely, Sebestyén Márta                                                   |
| VERI AZ ÖRDÖG A FELESÉGÉT                            | 1977  | Hunnia Stúdió                                         | András Ferenc                | András Ferenc, Bereményi Géza, Kertész Ákos      | Koltai Lajos                   | Kovács György                                                                                               |
| 80 HUSZÁR                                            | 1978  | Objektív Stúdió                                       | Sára Sándor                  | Csoóri Sándor, Sára Sándor                       | Sára Sándor                    | Szöllősy András                                                                                             |
| ALLEGRO BARBARO                                      | 1978  | Dialóg Stúdió, Objektív Stúdió                        | Jancsó Miklós                | Hernády Gyula, Jancsó Miklós                     | Kende János                    | Rossa László, Berki László                                                                                  |
| ANGI VERA                                            | 1978  | Objektív Stúdió                                       | Gábor Pál                    | Gábor Pál, Vészi Endre                           | Koltai Lajos                   | Selmeczi György                                                                                             |
| ÁRAMÜTÉS                                             | 1978  | Dialóg Stúdió                                         | Bacsó Péter                  | Bacsó Péter                                      | Andor Tamás                    | Vukán György                                                                                                |
| BÚÉK!                                                | 1978  | Objektív Stúdió                                       | Szörény Rezső                | Módos Péter, Szörény Rezső                       | Zsombolyai János               | Tamássy Zdenkó, Buda László                                                                                 |
| CSÉPLŐ GYURI                                         | 1978  | Hunnia Stúdió, Balázs Béla Stúdió                     | Schiffer Pál                 | Kemény István, Schiffer Pál                      | Andor Tamás                    | |
| CSILLAG A MÁGLYÁN                                    | 1978  | Budapest Stúdió                                       | Ádám Ottó                    | Ádám Ottó                                        | Illés György                   | Hidas Frigyes, Vukán György                                                                                 |
| DÓRA JELENTI                                         | 1978  | Budapest Stúdió                                       | Bán Róbert                   | Zimre Péter, Kertész Ákos                        | Herczenik Miklós               | Petrovics Emil                                                                                              |
| EGYSZEREGY                                           | 1978  | Budapest Stúdió                                       | Kardos Ferenc                | Kardos István                                    | Kende János                    | Szörényi Levente                                                                                            |
| AZ ERŐD                                              | 1978  | Budapest Stúdió                                       | Szinetár Miklós              | Hernádi Gyula, Szinetár Miklós                   | Bíró Miklós                    | Presser Gábor                                                                                               |
| FAGYÖNGYÖK                                           | 1978  | Hunnia Stúdió                                         | Ember Judit                  | Ember Judit                                      | Illés János                    | Döme Zsolt                                                                                                  |
| FOGJUK MEG ÉS VIGYÉTEK                               | 1978  | Budapest Stúdió                                       | Oláh Gábor                   | Oláh Tamás, Oláh Gábor                           | Banok Tibor                    | Jeney Zoltán                                                                                                |
| HATHOLDAS RÓZSAKERT                                  | 1978  | Budapest Stúdió                                       | Ranódy László                | Ranódy László, Nádasy László                     | Illés György                   | Hidas Frigyes                                                                                               |
| KEMÉNYKALAP ÉS KRUMPLIORR                            | 1978  | Hunnia Stúdió                                         | Bácskai Lauró István         | Csukás István                                    | Ráday Mihály                   | Aldobolyi Nagy György                                                                                       |
| KINEK A TÖRVÉNYE?                                    | 1978  | Dialóg Stúdió                                         | Szőnyi G. Sándor             | Galgóczi Erzsébet                                | Ráday Mihály                   | Vízöntő együttes                                                                                            |
| MAGYAR RAPSZÓDIA                                     | 1978  | Dialóg Stúdió                                         | Jancsó Miklós                | Hernády Gyula, Jancsó Miklós                     | Kende János                    | Rossa László, Berki László                                                                                  |
| A MÉNESGAZDA                                         | 1978  | Objektív Stúdió, Dialóg Stúdió                        | Kovács András                | Kovács András                                    | Koltai Lajos                   | |
| NEM ÉLHETEK MUZSIKASZÓ NÉLKÜL                        | 1978  | Dialóg Stúdió                                         | Sík Ferenc                   | Thurzó Gábor                                     | Andor Tamás                    | |
| OLYAN, MINT OTTHON                                   | 1978  | Hunnia Stúdió                                         | Mészáros Márta               | Kóródy Ildikó                                    | Koltai Lajos                   | Somló Tamás                                                                                                 |
| ROSSSZEMBEREK                                        | 1978  | Hunnia Stúdió                                         | Szomjas György               | Dobai Péter, Szomjas György                      | Halász Mihály                  | Sebő Ferenc                                                                                                 |
| SZABADÍTS MEG A GONOSZTÓL                            | 1978  | Hunnia Stúdió                                         | Sándor Pál                   | Tóth Zsuzsa                                      | Ragályi Elemér                 | Presser Gábor, LGT                                                                                          |
| TÍZ ÉV MÚLVA                                         | 1978  | Budapest Stúdió                                       | Lányi András                 | Lányi András                                     | Kardos Sándor                  | Gyarmati István, Neoton Família                                                                             |
| A TROMBITÁS                                          | 1978  | Obijektív Stúdió, Hunnia Stúdió                       | Rózsa János                  | Kardos István                                    | Ragályi Elemér                 | Szörényi Levente                                                                                            |
| KORKEDVEZMÉNY                                        | 1979  | Híradó- és Dokumentumfilm Stúdió ?                    | Magyar József                | Magyar József                                    | Banok Tibor                    | Szigeti Ferenc                                                                                              |
| AJÁNDÉK EZ A NAP                                     | 1979  | Budapest Stúdió                                       | Gothár Péter                 | Gothár Péter, Zimre Péter                        | Koltai Lajos                   | Selmeczi György                                                                                             |
| AZ ÁLDOZAT                                           | 1979  | Hunnia Stúdió                                         | Dobray György                | Juhász Sándor, Dobray György                     | Bornyi Gyula                   | Presser Gábor                                                                                               |
| BÉKEIDŐ                                              | 1979  | Budapest Stúdió                                       | Vitézy László                | Szalai Györgyi                                   | Pap Ferenc                     | Erkel Ferenc, Kodály Zoltán                                                                                 |
| BIZALOM                                              | 1979  | Objektív Stúdió                                       | Szabó István                 | Szabó István                                     | Koltai Lajos                   | Polgár Tibor                                                                                                |
| CSONTVÁRY                                            | 1979  | Hunnia Stúdió                                         | Huszárik Zoltán              | Császár István                                   | Jankura Péter                  | Kocsár Miklós                                                                                               |
| ÉGIGÉRŐ FŰ                                           | 1979  | Budapest Stúdió                                       | Palásthy György              | Rényi Tamás, Zimre Péter                         | Szabó Gábor                    | Berki Géza                                                                                                  |
| ÉLVE VAGY HALVA                                      | 1979  | Budapest Stúdió                                       | Rényi Tamás                  | Rényi Tamás, Zimre Péter                         | Szabó Gábor                    | Berki Géza                                                                                                  |
| HARCMODOR                                            | 1979  | Dialóg Stúdió                                         | Dárday István                | Szalai Györgyi                                   | Koltai Lajos, Pap Ferenc       | |
| HOGYAN FELEJTSÜK EL ÉLETÜNK LEGNAGYOBB SZERELMÉT...? | 1979  | Dialóg Stúdió                                         | Szász Péter                  | Szász Péter                                      | Andor Tamás                    | Aldobolyi Nagy György                                                                                       |
| KENTAUROK I-II                                       | 1979  | Dialóg Stúdió - koprodukció                           | Vytautas Zalakevicius        | Vytautas Zalakevicius                            | Pavel Lebesev                  | |
| KÉT TÖRTÉNET A FÉLMÚLTBÓL                            | 1979  | Dialóg Stúdió                                         | Makk Károly                  | Makk Károly                                      | Lukács Lóránt                  | |
| KI BESZÉL ITT SZERELEMRŐL?                           | 1979  | Dialóg Stúdió                                         | Bacsó Péter                  | Bacsó Péter                                      | Andor Tamás                    | Vukán György. Mini együttes                                                                                 |
| A KIS VALENTINO                                      | 1979  | Hunnia Stúdió                                         | Jeles András                 | Jeles András                                     | Kardos Sándor                  | |
| KOPORTOS                                             | 1979  | Hunnia Stúdió - koprodukció                           | Gyarmathy Lívia              | Gyarmathy Lívia, Balázs József                   | Pap Ferenc                     | |
| MAJD HOLNAP                                          | 1979  | Hunnia Stúdió                                         | Elek Judit                   | Pethő György                                     | Ragályi Elemér                 | |
| MESE HABBAL                                          | 1979  | Objektív Stúdió                                       | Bácskai Lauró István         | Maár Gyula, Kardos G. György                     | Zsombolyai János               | Selmeczi György                                                                                             |
| MINDEN SZERDÁN                                       | 1979  | Dialóg Stúdió                                         | Gyarmathy Lívia              | Marosi Gyula, Gyarmathy Lívia                    | Pap Ferenc                     | Kovács György                                                                                               |
| NAPLEMENTE DÉLBEN                                    | 1979  | Budapest Stúdió                                       | Hintsch György               | Illés Endre                                      | Somló Tamás                    | Durkó Zsolt                                                                                                 |
| OKTÓBERI VASÁRNAP                                    | 1979  | Dialóg Stúdió - koprodukció                           | Kovács András                | Kovács András                                    | Lugossy István                 | |
| ORVOS VAGYOK                                         | 1979  | MAFILM Híradó- és Dokumentumfilm Stúdio - koprodukció | Gyöngyössy Imre              | Petényi Katalin, Gyöngyössy Imre, Kabay Barna    | Szabó Gábor                    | |
| TÖREDÉK AZ ÉLETRŐL                                   | 1979  | Dialóg Stúdió                                         | Gyöngyössy Imre, Kabay Barna | Gyöngyössy Imre, Kabay Barna                     | Szabó Gábor                    | Selmeczi György                                                                                             |
| ÚTKÖZBEN                                             | 1979  | Dialóg Stúdió - koprodukció                           | Mészáros Márta               | Jan Nowicki, Marek Piwowski, Mészáros Márta      | Andor Tamás                    | Zygmunt Konieczny                                                                                           |
| UTOLSÓ ELŐTTI ÍTÉLET                                 | 1979  | Hunnia Stúdió                                         | Grunwalsky Ferenc            | Grunwalsky Ferenc, Bereményi Géza, Hernádi Gyula | Ragályi Elemér                 | Szakcsi Lakatos Béla                                                                                        |
| VASÁRNAPI SZÜLŐK                                     | 1979  | Objektív Stúdió                                       | Rózsa János                  | Kardos István, Rózsa János                       | Ragályi Elemér                 | Szörényi Levente                                                                                            |
| VESZÉLYES JÁTÉKOK                                    | 1979  | Budapest Stúdió - koprodukció                         | Fejér Tamás                  | Janikovszky Éva. Rolf Péter                      | Jankura Péter                  | Fényes Szabolcs                                                                                             |

### Années 1980
| Titre                                           | Année | Production                                         | Réalisateur                  | Scénariste                                                          | Chef opérateur                                                                                           | Compositeur                                                               |
| BALLAGÁS                                        | 1980  | Dialóg Stúdió                                      | Almási Tamás                 | Nagy András, Almási Tamás                                           | Máriássy Ferenc                                                                                          | EDDA, Neoton Família                                                      |
| BOLDOG SZÜLETÉSNAPOT, MARILYN!                  | 1980  | Objektív Stúdió                                    | Szörényi Rezső               | Szörényi Rezső, Vámos Miklós                                        | Andor Tamás                                                                                              | Tamássy Zdenkó                                                            |
| BOLDOGTALAN KALAP                               | 1980  | Budapest Stúdió                                    | Sós Mária                    | Sós Mária                                                           | Szabó Gábor                                                                                              | Presser Gábor                                                             |
| CIRCUS MAXIMUS                                  | 1980  | Objektív Stúdió                                    | Radványi Géza                | Radványi Géza, Máriássy Judit, Makk Károly                          | Sára Sándor                                                                                              | Fényes Szabolcs                                                           |
| CSEREPEK                                        | 1980  | Budapest Stúdió                                    | Gaál István                  | Gaál István                                                         | Lőrincz József                                                                                           | Szöllősy András                                                           |
| DÉDELGETETT KEDVENCEINK                         | 1980  | Dialóg Stúdió                                      | Szalai György                | Dárday István                                                       | Pap Ferenc                                                                                               | Koncz Tibor, EDDA                                                         |
| FÁBIÁN BÁLINT TALÁLKOZÁSA ISTENNEL              | 1980  | Dialóg Stúdió                                      | Fábri Zoltán                 | Fábián Zoltán                                                       | Illés György                                                                                             | Vukán György                                                              |
| HALADÉK                                         | 1980  | Hunnia Stúdió                                      | Fazekas Lajos                | Módos Péter, Fazekas Lajos                                          | Koltai Lajos                                                                                             | Vukán György                                                              |
| KOJAK BUDAPESTEN                                | 1980  | Budapest Stúdió                                    | Szalkai Sándor               | Kállai István, Szalkai Sándor                                       | Lakatos Iván                                                                                             | Kovács György                                                             |
| KÖSZÖNÖM, MEGVAGYUNK                            | 1980  | Budapest Stúdió                                    | Lugossy László               | Kardos István                                                       | Lőrincz József                                                                                           |                                                                           |
| ÖRÖKSÉG                                         | 1980  | Hunnia Stúdió                                      | Mészáros Márta               | Kóródy Ildikó, Mészáros Márta                                       | Ragályi Elemér                                                                                           | Döme Zsolt, Fényes Szabolcs                                               |
| A POGÁNY MADONNA                                | 1980  | Budapest Stúdió                                    | Mészáros Gyula               | Bujtor István, Mészáros Gyula                                       | Hildebrand István                                                                                        | Aldobolyi Nagy György                                                     |
| PSYCHÉ I-II                                     | 1980  | Hunnia Stúdió                                      | Bódy Gábor                   | Bódy Gábor, Csaplár Vilmos                                          | Hildebrand István                                                                                        | Vidovszky László                                                          |
| A SVÉD, AKINEK NYOMA VESZETT                    | 1980  | Dialóg Stúdió - Koprodukció                        | Bacsó Péter                  | Wolfgang Mühlbauer, Bacsó Péter                                     | Andor Tamás                                                                                              |                                                                           |
| SZABADGYALOG                                    | 1980  | Objektív Stúdió                                    | Tarr Béla                    | Tarr Béla                                                           | Pap Ferenc, Mihók Barna                                                                                  | Szabó András, Hobo Blues Band, Neoron Família, Minerva                    |
| SZÍNES TINTÁKRÓL ÁLMODOM                        | 1980  | Budapest Stúdió                                    | Ranódy László                | Karcsay Kulcsár István, Ranódy László, Szántó Erika                 | Koltai Lajos                                                                                             | Jeney Zoltán                                                              |
| VÁMMENTES HÁZASSSÁG                             | 1980  | Hunnia Stúdió - koprodukció                        | Zsombolyai János             | Kóródy Ildikó, Kertész Ákos, Matti Ijas, Fábry Sándor               | Ragályi Elemér                                                                                           | Benkő László                                                              |
| ANNA                                            | 1981  | Hunnia Stúdió - koprodukció                        | Mészáros Márta               | Hernádi Gyula, Mészáros Márta                                       | Andor Tamás                                                                                              | Döme Zsolt                                                                |
| CHA-CHA-CHA                                     | 1981  | Objektív Stúdió                                    | Kovácsi János                | Kovácsi János                                                       | ifj. Jancsó Miklós                                                                                       | Fenyő Miklós                                                              |
| FOGADÓ AZ ÖRÖK VILÁGOSSÁGHOZ                    | 1981  | Budapest Stúdió                                    | Bán Róbert                   | Molnár Gál Péter                                                    | Kende János                                                                                              | Petrovics Emil                                                            |
| IDEIGLENES PARADICSOM                           | 1981  | Dialóg Stúdió                                      | Kovács András                | Kovács András                                                       | Illés György                                                                                             | Vukán György                                                              |
| KABALA                                          | 1981  | Objektív Stúdió                                    | Rózsa János                  | Kardos István, Rózsa János                                          | Ragályi Elemér                                                                                           | Szörényi Levente                                                          |
| KETTÉVŰÉT MENNYEZET                             | 1981  | Budapest Stúdió                                    | Gábor Pál                    | Vészi Endre, Gábor Pál                                              | ifj. Jancsó Miklós                                                                                       | Selmeczi György                                                           |
| KOPASZKUTYA                                     | 1981  | Hunnia Stúdió                                      | Szomjas György               | Kardos István, Szomjas György                                       | Halász Mihály                                                                                            | Póka Egon, Pálma Zoltán, Deák Bill Gyula                                  |
| MEGÁLL AZ IDŐ                                   | 1981  | Budapest Stúdió                                    | Gothár Péter                 | Bereményi Géza, Gothar Péter                                        | Koltai Lajos                                                                                             | Selmeczi György                                                           |
| MEPHISTO I-II                                   | 1981  | Objektív Stúdió - koprodukció                      | Szabó István                 | Dobai Péter, Szabó István                                           | Koltai Lajos                                                                                             | Tamássy Zdenkó, Reinitz Béla                                              |
| A MÉRKŐZÉS                                      | 1981  | Objektív Stúdió                                    | Kósa Ferenc                  | Kósa Ferenc                                                         | Sára Sándor                                                                                              | Hajdú Sándor                                                              |
| NYOM NÉLKÜL                                     | 1981  | Hunnia Stúdió                                      | Fábry Péter                  | Fábry Péter, Nemes István                                           | Péterffy András                                                                                          | Dés László, Dimenzió együttes                                             |
| A PÁRTFOGOLT                                    | 1981  | Hunnia Stúdió                                      | Schiffer Pál                 | Schiffer Pál                                                        | Andor Tamás, ifj. Jancsó Miklós                                                                          | EDDA                                                                      |
| A REMÉNY JOGA                                   | 1981  | Objektív Stúdió                                    | Kézdi-Kovács Zsolt           | Kézdi-Kovács Zsolt                                                  | Zsombolyai János                                                                                         | Szörényi Levente                                                          |
| REQUIEM                                         | 1981  | Dialóg Stúdió                                      | Fábry Zoltán                 | Fábry Zoltán                                                        | Illés György                                                                                             | Vukán György                                                              |
| RIPACSOK                                        | 1981  | Hunnia Stúdió                                      | Sándor Pál                   | Tóth Zsuzsa, Sándor Pál                                             | Ragályi Elemér                                                                                           | Presser Gábor                                                             |
| SZELEBURDI CSALÁD                               | 1981  | Dialóg Stúdió                                      | Palásthy György              | Bálint Ágnes, Palásthy György                                       | Kardos Sándor                                                                                            | Tamássy Zdenkó, Fényes Szablcs                                            |
| SZÍVZŰR                                         | 1981  | Objektív Stúdió                                    | Böszörményi Géza             | Balázs József, Böszörményi Géza                                     | Jankura Péter                                                                                            | Kovács György, Tamássy Zdenkó                                             |
| TEGNAPELŐTT                                     | 1981  | Dialóg Stúdió                                      | Bacsó Péter                  | Bacsó Péter                                                         | Andor Tamás                                                                                              | Vukán György                                                              |
| A TRANSZPORT                                    | 1981  |                                                    | Szurdi András                | Kuczka Péter                                                        | Nemescsói Tamás                                                                                          |                                                                           |
| A ZSARNOK SZÍVE, AVAGY BOCCACCIO MAGYARORSZÁGON | 1981  | Budapest Stúdió - koprodukció                      | Jancsó Miklós                | Hernádi Gyula, Jancsó Miklós                                        | Kende János                                                                                              | Orbán György, Simon Zoltán, Cseh Tamás                                    |
| GUERNICA                                        | 1982  | MAFILM - koprodukció                               | Kósa Ferenc                  | Kósa Ferenc                                                         | Koltai Lajos                                                                                             | Benkő László                                                              |
| VIADUKT / THE SILVESTER SYNDROME                | 1982  | MAFILM - koprodukció                               | Simó Sándor                  | Egon Eis                                                            | Andor Tamás                                                                                              | Tamássy Zdenkó                                                            |
| CSAK SEMMI PÁNIK                                | 1982  | Budapest Stúdió                                    | Szőnyi G. Sándor             | Bujtor István                                                       | Bornyi Gyula                                                                                             | Frenreisz Károly                                                          |
| DÖGKESELYŰ                                      | 1982  | Dialóg Stúdió                                      | András Ferenc                | Munkácsi Miklós, Andrási Ferenc                                     | Ragályi Elemér                                                                                           | Kovács György, Vukán György                                               |
| EGYMÁSRA NÉZVE                                  | 1982  | Dialóg Stúdió                                      | Makk Károly                  | Galgóczi Erzsébet, Makk Károly                                      | Andor Tamás                                                                                              | Dés László, Másik János                                                   |
| ELVESZETT ILLÚZIÓK                              | 1982  | Objektív Stúdió                                    | Gazdag Gyula                 | Győrffy Miklós, Gazdag Gyula, Spiró György                          | ifj. Jancsó Miklós                                                                                       | Márta István                                                              |
| HATÁSVADÁSZOK                                   | 1982  | Dialóg Stúdió                                      | Szurdi Miklós                | Szurdi Miklós, Várkonyi Péter Endre, Verebes István                 | Szalai András                                                                                            | Döme Zsolt                                                                |
| NAPLÓ GYERMEKEIMNEK                             | 1982  | Budapest Stúdió                                    | Mészáros Márta               | Mészáros Márta                                                      | ifj. Jancsó Miklós                                                                                       | Döme Zsolt                                                                |
| NÉVTELEN VÁR                                    | 1982  | Budapest Stúdió                                    | Zsurzs Éva                   | Zsurzs Éva, Molnár Gál Péter                                        | Lukács Lóránt                                                                                            | Hidas Frigyes                                                             |
| ROHANJ VELEM                                    | 1982  | Hunnia Stúdió                                      | Markos Miklós                | Asperján György                                                     | Illés György                                                                                             | Madarász Iván                                                             |
| SÉRTÉS                                          | 1982  | Dialóg Stúdió, MTV, MOKÉP                          | Bacsó Péter                  | Bacsó Péter                                                         | Andor Tamás                                                                                              | Fényes Szabolcs                                                           |
| SZERENCSÉS DÁNIEL                               | 1982  | Hunnia Stúdió                                      | Sándor Pál                   | Tóth Zsuzsa                                                         | Ragályi Elemér                                                                                           | Selmeczi György                                                           |
| TALPRA, GYŐZŐ!                                  | 1982  | Objektív Stúdió                                    | Szörény Rezső                | Sükösd Mihály, Szörény Rezső                                        | Jankura Péter                                                                                            | Tamássy Zdenkó                                                            |
| VÉRSZERZŐDÉS                                    | 1982  | Dialóg Stúdió                                      | Dobray György                | Horváth Péter                                                       | Szabó Gábor                                                                                              | Babos Gyula                                                               |
| VISSZAESŐK                                      | 1982  | Objektív Stúdió                                    | Kézdi-Kovács Zsolt           | Kézdi-Kovács Zsolt                                                  | Kende János                                                                                              |                                                                           |
| VŐLEGÉNY                                        | 1982  | Budapest Stúdió                                    | Vámos László                 | Müller Péter                                                        | Szabó Gábor                                                                                              | Aldobolyi Nagy György                                                     |
| A KLAPKA-LÉGIÓ                                  | 1983  | MAFILM, MTV, MOKÉP                                 | Hajdufy Miklós               | Hajdufy Miklós                                                      | Gulyás Buda                                                                                              | Orbán György                                                              |
| ANGYALI ÜDVÖZLET                                | 1983  | Hunnia Stúdió                                      | Jeles András                 | Jeles András                                                        | Kardos Sándor                                                                                            | Márta István                                                              |
| BOSZORKÁNYSZOMBAT                               | 1983  | Objektív Stúdió                                    | Rózsa János                  | Kardos István                                                       | Kende János                                                                                              | Tamássy Zdenkó                                                            |
| A CSODA VÉGE                                    | 1983  | Hunnia Stúdió                                      | Vészi János                  | Kőszegi Edit, Vészi János                                           | Máthé Tibor                                                                                              | Vészi János                                                               |
| DÉLIBÁBOK ORSZÁGA                               | 1983  | Budapest Stúdió                                    | Mészáros Márta               | Vargha Balázs                                                       | ifj. Jancsó Miklós                                                                                       | Döme Zsolt                                                                |
| ESZKIMÓ ASSZONY FÁZIK                           | 1983  | Dialóg Stúdió                                      | Xantus János                 | Xantus János                                                        | Matkócsik András                                                                                         | Lukin Gábor, Víg Mihály, Másik János                                      |
| FELHŐJÁTÉK                                      | 1983  | Hunnia Stúdió                                      | Maár Gyula                   | Maár Gyula                                                          | Novák Emil                                                                                               | Selmeczi György                                                           |
| GYERTEK EL A NÉVNAPOMRA                         | 1983  | Dialóg Stúdió                                      | Fábri Zoltán                 | Fábri Zoltán                                                        | Illés György                                                                                             | Vukán György                                                              |
| HANYATT-HOMLOK                                  | 1983  | Budapest Stúdió                                    | Révész György                | Vámos Miklós                                                        | Szécsényi Ferenc                                                                                         | KFT Együttes, Lengyelfi Miklós                                            |
| HÁZASSÁG SZABADNAPPAL                           | 1983  | Budapest Stúdió                                    | Mészáros Gyula               | Romhányi József                                                     | Nemescsói Tamás                                                                                          | Aldobolyi Nagy György                                                     |
| HOSSZÚ VÁGTA                                    | 1983  | Objektív Stúdió - koprodukció                      | Gábor Pál                    | W.W. Lewis                                                          | Ragályi Elemér                                                                                           | Charles Gross                                                             |
| KÖNNYŰ TESTI SÉRTÉS                             | 1983  | Hunnia Stúdió                                      | Szomjas György               | Grunwalsky Ferenc, Szomjas György                                   | Grunwalsky Ferenc                                                                                        | Somló Tamás                                                               |
| MÁRIA-NAP                                       | 1983  | Objektív Stúdió                                    | Elek Judit                   | Pethő György                                                        | Novák Emil                                                                                               |                                                                           |
| MENNYEI SEREGEK                                 | 1983  | Budapest Stúdió                                    | Kardos Ferenc                | Kardos István                                                       | Koltai Lajos                                                                                             | Selmeczi György                                                           |
| SZEGÉNY DZSONI ÉS ÁRNIKA                        | 1983  | Budapest Stúdió                                    | Sólyom András                | Sólyom András                                                       | Mertz Loránd                                                                                             | Márta István                                                              |
| SZERETŐK                                        | 1983  | Dialóg Stúdió                                      | Kovács András                | Kovács András                                                       | Bíró Miklós                                                                                              | Presser Gábor                                                             |
| TE RONGYOS ÉLET                                 | 1983  | Dialóg Stúdió                                      | Bacsó Péter                  | Bacsó Péter                                                         | Andor Tamás                                                                                              | Vukán György                                                              |
| ÓRIÁS                                           | 1984  | MAFILM, MTV                                        | Szántó Erika                 | Szántó Erika                                                        | Zádori Ferenc                                                                                            | Szunyogh Balázs                                                           |
| EGY KICSIT ÉN...EGY KICSIT TE                   | 1984  | Dialóg Stúdió                                      | Gyarmathy Lívia              | Böszörményi Géza, Kardos Csaba                                      | Pap Ferenc                                                                                               | Selmeczi György                                                           |
| AZ ÉLET MUZSIKÁJA - KÁLMÁN IMRE                 | 1984  | Dialóg Stúdió - koprodukció                        | Palásthy György              | Jurij Nagibin                                                       | Herczenik Miklós                                                                                         |                                                                           |
| ESZMÉLÉS                                        | 1984  | Hunnia Stúdió                                      | Grunwalsky Ferenc            | Grunwalsky Ferenc                                                   | Máthé Tibor                                                                                              | ifj. Kurtág György, Péterdi Péter                                         |
| ESZTERLÁNC                                      | 1984  | Budapest Stúdió                                    | Péterffy András              | Vörös Éva                                                           | Kurucz Sándor                                                                                            | Jeney Zoltán, Maros Rudolf, Oroszlán György, Balázs Árpád                 |
| ISTVÁN, A KIRÁLY                                | 1984  | Budapest Stúdió                                    | Koltay Gábor                 | Boldizsár Miklós, koltay Gábor, Bródy János, Szörényi Levente       | Andor Tamás, Dávid Zoltán, Halom József, Kende János, Mertz Loránd, Novák Emil, Szabó Gábor, Tamár Péter | Szörényi Levente, Szörényi Szabolcs                                       |
| JÁTSZANI KELL                                   | 1984  | Dialóg Stúdió - koprodukció                        | Makk Károly                  | Frank Cucci                                                         | John Lindley, Andor Tamás                                                                                | Fényes Szabolcs                                                           |
| MEGFELELŐ EMBER KÉNYES FELADATRA                | 1984  | Objektív Stúdió - koprodukció                      | Kovács János                 | Kovács János, Juha Vakkuri                                          | ifj. Jancsó Miklós                                                                                       | Várkonyi Mátyás                                                           |
| REDL EZREDES                                    | 1984  | Objektív Stúdió - koprodukció                      | Szabó István                 | Szabó István, Dobay Péter                                           | Koltai Lajos                                                                                             | Tamássy Zdenkó                                                            |
| SORTŰZ EGY FEKETE BIVALYÉRT                     | 1984  | Objektív Stúdió - koprodukció                      | Szabó László                 | Szabó László, Jeli Ferenc, András Ferenc                            | Kende János                                                                                              | Petrovics Emil                                                            |
| SZIRMOK, VIRÁGOK, KOSZORÚK                      | 1984  | Budapest Stúdió                                    | Lugossy László               | Kardos István, Lugossy László                                       | Ragályi Elemér                                                                                           | Selmeczi György                                                           |
| URAMISTEN                                       | 1984  | Hunnia Stúdió                                      | Gárdos Péter                 | Osváth András, Gárdos Péter                                         | Máthé Tibor                                                                                              | Novák János                                                               |
| VALAKI FIGYEL                                   | 1984  | Hunnia Stúdió                                      | Lányi András                 | Lányi András                                                        | Kardos Sándor                                                                                            | Papp Zoltán                                                               |
| VÖRÖS GRÓFNŐ I-II                               | 1984  | Dialóg Stúdió, MTV, MOKÉP, Hungarofilm             | Kovács András                | Kovács András                                                       | Bíró Miklós                                                                                              | Vidovszky László                                                          |
| YERMA                                           | 1984  | Hunnia Stúdió - koprodukció                        | Gyöngyössy Imre, Kabay Barna | Gyöngyössy Imre, Kabay Barna, Petényi Katalin                       | Szabó Gábor                                                                                              | Peskó Zoltán                                                              |
| CSAK EGY MOZI                                   | 1985  | Hunnia Stúdió                                      | Sándor Pál                   | Molnár Gál Péter, Sándor Pál                                        | Ragályi Elemér                                                                                           |                                                                           |
| EGÉSZSÉGES EROTIKA                              | 1985  | Dialóg Stúdió                                      | Tamár Péter                  | Tamár Péter                                                         | Kardos Sándor                                                                                            | Szörényi Levente, Fenyő Miklós, Presser Gábor, Tardos Péter, Payer András |
| ELSŐ KÉTSZÁZ ÉVEM                               | 1985  | Objektív Stúdió                                    | Maár Gyula                   | Maár Gyula                                                          | Márk Iván                                                                                                |                                                                           |
| FALFÚRÓ                                         | 1985  | Hunnia Stúdió                                      | Szomjas György               | Szomjas György                                                      | Grunwalsky Ferenc                                                                                        | Karácsony János                                                           |
| GYERMEKRABLÁS A PALÁNKA UTCÁBAN                 | 1985  | Dialóg Stúdió                                      | Mihályfy Sándor              | Nógrádi Gábor, Mihályfy Sándor                                      | Baranyai László                                                                                          | Selmeczi György                                                           |
| HÁNY AZ ÓRA, VEKKER ÚR?                         | 1985  | Objektív Stúdió                                    | Bacsó Péter                  | Bacsó Péter                                                         | Andor Tamás                                                                                              | Vukán György                                                              |
| HÜLYESÉG NEM AKADÁLY                            | 1985  | Dialóg Stúdió                                      | Xantus János                 | Xantus János, Kóródy Ildikó                                         | Matkócsik András                                                                                         | Másik János, Lukin Gábor                                                  |
| IDŐ VAN                                         | 1985  | Hunnia Stúdió                                      | Gothár Péter                 | Esterházy Péter, Gothár Péter                                       | Dávid Zoltán                                                                                             | Selmeczi György                                                           |
| KÉPVADÁSZOK                                     | 1985  | Dialóg Stúdió                                      | Szurdi András, Szurdi Miklós | Szurdi András, Szurdi Miklós                                        | Szalai András                                                                                            | Döme Zsolt                                                                |
| ORFEUSZ ÉS EURYDIKÉ                             | 1985  | Budapest Stúdió, MOKÉP                             | Gaál István                  | Gaál István                                                         | Sára Sándor                                                                                              |                                                                           |
| A REJTŐZKÖDŐ                                    | 1985  | Objektív Stúdió                                    | Kézdi-Kovács Zsolt           | Kézdi-Kovács Zsolt                                                  | Kende János                                                                                              | Sáry László                                                               |
| SZERELEM ELSŐ VÉRIG                             | 1985  | Dialóg Stúdió                                      | Dobray György, Horváth Péter | Dobray György, Horváth Péter                                        | Andor Tamás                                                                                              | Dés László                                                                |
| A TANÍTVÁNYOK                                   | 1985  | Budapest Stúdió                                    | Bereményi Géza               | Bereményi Géza                                                      | Kardos Sándor                                                                                            |                                                                           |
| VÁROSBÚJÓCSKA                                   | 1985  | Budapest Stúdió                                    | Sós Mária                    | Sós Mária, Rozgonyi Ádám                                            | Szabó Gábor                                                                                              | Jiri Stivin, Másik János, Európa Kiadó                                    |
| AKLI MIKLÓS                                     | 1986  | Budapest Stúdió                                    | Révész György                | Révész György                                                       | Szécsényi Ferenc                                                                                         | Márta István, Szörényi Levente                                            |
| BANÁNHÉJ KERINGŐ                                | 1986  | Hunnia Stúdió                                      | Bacsó Péter                  | Bacsó Péter                                                         | Andor Tamás                                                                                              | Vukán György, Fényes Szabolcs                                             |
| CSÓK, ANYU                                      | 1986  | Objektív Stúdió                                    | Rózsa János                  | Rózsa János, Vámos Miklós                                           | Ragályi Elemér                                                                                           | Bródy János                                                               |
| DOKTOR MINORKA VIDOR NAGY NAPJA                 | 1986  | Hunnia Stúdió                                      | Sólyom András                | Békés Pál                                                           | Mertz Lóránd                                                                                             | Márta István                                                              |
| ELYSIUM                                         | 1986  | Budapest Stúdió - koprodukció                      | Szántó Erika                 | Schulze Éva                                                         | Zádori Ferenc                                                                                            |                                                                           |
| ÉRZÉKENY BÚCSÚ A FEJEDELEMTŐL                   | 1986  | Dialóg Stúdió                                      | Vitézy László                | Vitézy László, Hankiss Ágnes                                        | Jankura Péter                                                                                            | Márta István                                                              |
| GONDVISELÉS                                     | 1986  | Budapest Stúdió, MTV                               | Erdőss Pál                   | Kardos István                                                       | Pap Ferenc, Sas Tamás                                                                                    | Balázs Ferenc                                                             |
| HAJNALI HÁZTETŐK                                | 1986  | Budapest Stúdió, MTV                               | Dömölky János                | Dömölky János, Ottlik Géza                                          | Koltai Lajos                                                                                             | Tamássy Zdenkó                                                            |
| HOL VOLT, HOL NEM VOLT....                      | 1986  | Objektív Stúdió                                    | Gazdag Gyula                 | Győrffy Miklós, Gazdag Gyula                                        | Ragályi Elemér                                                                                           | Márta István                                                              |
| LAURA                                           | 1986  | Objektív Stúdió                                    | Böszörményi Géza             | Böszörményi Géza                                                    | Pap Ferenc                                                                                               | Selmeczi György, Balázs Ferenc                                            |
| MALOM A POKOLBAN                                | 1986  | Hunnia Stúdió                                      | Maár Gyula                   | Moldova György, Maár Gyula                                          | Márk Iván                                                                                                |                                                                           |
| A NAGY GENERÁCIÓ                                | 1986  | Dialóg Stúdió                                      | András Ferenc                | Bereményi Géza, András Ferenc                                       | Ragályi Elemér                                                                                           | Kovács György                                                             |
| SZAMÁRKÖHÖGÉS                                   | 1986  | Hunnia Stúdió                                      | Gárdos Péter                 | Osváth András, Gárdos Péter                                         | Máthé Tibor                                                                                              | Novák János                                                               |
| SZÖRNYEK ÉVADJA                                 | 1986  | Dialóg Stúdió                                      | Jancsó Miklós                | Hernádi Gyula, Jancsó Miklós                                        | Kende János                                                                                              | Simon Zoltán, Cseh Tamás                                                  |
| VAKVILÁGBAN                                     | 1986  | Dialóg Stúdió, MTV                                 | Gyarmathy Lívia              | Marosi Gyula, Gyarmathy Lívia                                       | Pap Ferenc                                                                                               | Balázs Ferenc, Sándor Jenő, Fényes Szabolcs, Dobsa Sándor                 |
| A MENYASSZONY GYÖNYÖRŰ VOLT                     | 1987  | MAFILM - koprodukció                               | Gábor Pál                    | Lucio Manlio Battistrada, Enzo Lauretta, Stefano Milioto, Gábor Pál | Kende János                                                                                              | Nicola Piovani                                                            |
| HÓTREÁL                                         | 1987  | Hunnia Stúdió                                      | Szabó Ildikó                 | Szabó Ildikó                                                        | Dávid Zoltán                                                                                             | Másik János                                                               |
| "ISTEN VELETEK, BARÁTAIM"                       | 1987  | Hunnia Stúdió, MTV                                 | Simó Sándor                  | Bíró Zsuzsa, Simó Sándor                                            | Andor Tamás                                                                                              | Tamássy Zdenkó                                                            |
| AZ ÉN XX. SZÁZADOM                              | 1988  | MAFILM - koprodukció                               | Enyedi Ildikó                | Enyedi Ildikó                                                       | Máthé Tibor                                                                                              | Vidovszky László                                                          |
| KÜLDETÉS EVIANBA                                | 1988  | MAFILM - koprodukció                               | Szántó Erika                 | Szántó Erika                                                        | Szabó Gábor                                                                                              | Fényes Szabolcs                                                           |
| NYITOTT ABLAK                                   | 1988  | MAFILM, Dialóg Filmstúdió, Vidám Színpad, Ramovill | Bednai Nándor                | Bednai Nándor, Szenes Iván                                          | Illés György                                                                                             | Fényes Szabolcs                                                           |

### Années 1990-2000
| Titre                 | Année | Production                                                                 | Réalisateur        | Scénariste                                            | Chef opérateur            | Compositeur                            |
| SZTÁLIN MENYASSZONYA  | 1990  | MAFILM - koprodukció                                                       | Bacsó Péter        | Vlagyimir Tyendrjakov                                 | Köllő Miklós, Bacsó Péter | Jörg Schoch, Uli Goldhahn              |
| ÉDES EMMA, DRÁGA BÖBE | 1991  | MAFILM Audio Kft - koprodukció                                             | Szabó István       | Szabó István                                          | Koltai Lajos              | Móricz Mihály, Bornai Tibor, Nagy Fero |
| ÉS MÉGIS...           | 1991  | MAFILM, Budapest Filmstúdió, Obijektív Filmstúdió                          | Kézdi-Kovács Zsolt | Kézdi-Kovács Zsolt                                    | Sára Balázs               | Bernáth Sándor                         |
| SZERELMES SZÍVEK      | 1991  | MAFILM Audio Kft, Filmproducer Kft., Sámson Holding Kft, Dialóg Filmstúdió | Dobray György      | Mészöly Gábor                                         | Halász Gábor              | Fenyő Miklós                           |
| A BROOKLYNI TESTVÉR   | 1994  | MAFILM, Hunnia Filmstúdió                                                  | Gárdos Péter       | Gárdos Péter, Osváth András, Bíró Zsuzsa, Tóth Zsuzsa | Máthé Tibor               | Novák János                            |
| CSAJOK                | 1995  | MAFILM - koprodukció                                                       | Szabó Ildikó       | Szabó Ildikó                                          | Jankura Péter             | Másik János                            |
| MEGINT TANÚ           | 1995  | Focus Film, MTM Cinnefilm, MTV, Fotex, MAFILM                              | Bacsó Péter        | Bacsó Péter, Fábry Sándor                             | Andor Tamás               | Vukán György, Creative Art Ensemble    |
| GYILKOS KEDV          | 1996  | MAFILM Rt., Hétfői Műhely Stúdió alapítvány                                | Erdőss Pál         | Kardos István                                         | Pap Ferenc                | Másik János                            |
| RETÚR                 | 1996  | Film Art, Telefilm, MMKA, Mafilm                                           | Palásthy György    | Palásthy György                                       | Illés György              | Hollós Máté                            |
| SZTRACSATELLA         | 1996  | Objektív Filmstúdió, MTV, MAFILM                                           | Kern András        | Kern András                                           | Ragályi Elemér            | Presser Gábor                          |
| WITMAN FIÚK           | 1997  | MAFILM - koprodukció                                                       | Szász János        | Szász János                                           | Máthé Tibor               |                                        |
| A HÍDEMBER            | 2002  | Mafilm Invest, FilmArt, NET Entertainment, MTV                             | Bereményi Géza     | Bereményi Géza, Can Togay                             | Kardos Sándor             | Másik János                            |
| A BOLDOGSÁG SZÍNE     | 2003  | MAFILM, MTV, FilmArt                                                       | Pacskovszky József | Pacskovszky József                                    | Gózon Francisco           | Ando Drom, Sonoton Music Library       |